# Gelbison Cilento Vallo della Lucania 2021-2022
Questa voce raccoglie le informazioni riguardanti la Gelbison Cilento Vallo della Lucania nelle competizioni ufficiali della stagione 2021-2022.

## Divise e sponsor
Il fornitore tecnico per la stagione 2021-2022 è Givova, mentre gli sponsor di maglia sono i seguenti:
- Superdis, il cui marchio appare al centro delle divise
- Parco nazionale del Cilento, Vallo di Diano e Alburni, sulla parte destra del petto
- Centro FKT Cilento, sul retro sotto il numero di maglia

| 1ª divisa | 2ª divisa |

## Rosa
| N. |                      | Ruolo | Calciatore            |
| -- | -------------------- | ----- | --------------------- |
| 1  | Italia (bandiera)    | P     | Bernardino D'Agostino |
| 2  | Italia (bandiera)    | D     | Arturo Onda           |
| 3  | Italia (bandiera)    | C     | Mattia Amorello       |
| 3  | Italia (bandiera)    | D     | Davide Ferrante       |
| 4  | Italia (bandiera)    | C     | Simone Pipolo         |
| 5  | Italia (bandiera)    | C     | Antonio Cardore       |
| 6  | Argentina (bandiera) | D     | Manuel González       |
| 7  | Italia (bandiera)    | C     | Vittorio Graziani     |
| 8  | Italia (bandiera)    | C     | Francesco Uliano      |
| 9  | Argentina (bandiera) | A     | Gastón Corado         |
| 10 | Italia (bandiera)    | A     | Mattia Gagliardi      |
| 11 | Italia (bandiera)    | C     | Giovanni Di Fiore     |
| 14 | Italia (bandiera)    | A     | Jonis Khoris          |
| 16 | Italia (bandiera)    | C     | Andrea Conti          |
| 18 | Italia (bandiera)    | A     | Claudio La Vardera    |
| 19 | Italia (bandiera)    | D     | Giorgio Chinnici      |
| 21 | Italia (bandiera)    | D     | Francesco Mautone     |

| N. |                      | Ruolo | Calciatore              |
| -- | -------------------- | ----- | ----------------------- |
| 21 | Italia (bandiera)    | C     | Giuseppe Fornito        |
| 22 | Italia (bandiera)    | A     | Valerio Pinto           |
| 23 | Italia (bandiera)    | C     | Mattia Frulla           |
| 23 | Italia (bandiera)    | D     | Domenico Marchetti      |
| 24 | Italia (bandiera)    | C     | Antonio Fois            |
| 25 | Italia (bandiera)    | D     | Antonio Iasevoli        |
| 26 | Italia (bandiera)    | D     | Roberto D'Angelo        |
| 30 | Italia (bandiera)    | A     | Luca Stancarone         |
| 32 | Italia (bandiera)    | D     | Jacopo De Foglio        |
| 33 | Italia (bandiera)    | D     | Flavio Ferrara          |
| 45 | Italia (bandiera)    | A     | Alessio Faella          |
| 51 | Italia (bandiera)    | D     | Antonio La Gamba        |
| 71 | Italia (bandiera)    | P     | Danilo Petriccione      |
| 95 | Italia (bandiera)    | A     | Claudio Sparacello      |
| 97 | Argentina (bandiera) | P     | Federico Tomás Gesualdi |
| 99 | Italia (bandiera)    | A     | Raffaele Ortolini       |

## Calciomercato

### Sessione estiva
| Acquisti | Acquisti            | Acquisti            | Acquisti   |
| R.       | Nome                | da                  | Modalità   |
| -------- | ------------------- | ------------------- | ---------- |
| D        | Mattia Amorello     | Palermo             | definitivo |
| D        | Alessandro Barbetta | Sassuolo            | prestito   |
| D        | Giorgio Chinnici    | Empoli              | definitivo |
| D        | Roberto D'Angelo    | Catania             | definitivo |
| D        | Flavio Ferrara      | Troina              | definitivo |
| D        | Manuel González     | Taranto             | svincolato |
| C        | Danilo Ambro        | Trapani             | prestito   |
| C        | Antonio Cardore     | Derthona            | svincolato |
| C        | Andrea Conti        | Trastevere          | svincolato |
| C        | Antonio Fois        | Lamezia Terme       | definitivo |
| C        | Mattia Frulla       | S.N. Notaresco      | svincolato |
| C        | Jonis Khoris        | Biancavilla         | svincolato |
| C        | Antonio La Gamba    | Città di Sant'Agata | svincolato |
| C        | Valerio Pinto       | Avellino            | definitivo |
| A        | Gastón Corado       | Taranto             | svincolato |
| A        | Claudio La Vardera  | Cosenza             | svincolato |
| A        | Fabio Oggiano       | Messina             | svincolato |
| A        | Luca Stancarone     |                     | svincolato |

| Cessioni | Cessioni                 | Cessioni           | Cessioni      |
| R.       | Nome                     | a                  | Modalità      |
| -------- | ------------------------ | ------------------ | ------------- |
| D        | Raimondo Bonfini         | San Giorgio 1926   | svincolato    |
| D        | Francesco Bruno          | Nocerina           | svincolato    |
| D        | Domenico Capuano         | Castel San Giorgio | svincolato    |
| D        | Raffaele D'Orsi          | Nola               | svincolato    |
| D        | Raffele Inghilterra      |                    | svincolato    |
| D        | Mattia Romano            | Spezia             | fine prestito |
| D        | Raffaele Zollo           |                    | svincolato    |
| C        | Marco Dayawa             | Mestre             | svincolato    |
| C        | Gianmaria Guadagno       | Virtus Cilento     | svincolato    |
| C        | Giuseppe Maiorano        | Cavese             | svincolato    |
| C        | Francesco Mastrogiovanni | Salernum           | prestito      |
| C        | Alessandro Rossi         | Muravera           | svincolato    |
| C        | Cristian Volpe           | Calpazio           | prestito      |
| C        | Ivan Ziroli              | Rotonda            | svincolato    |
| A        | Domenico Coiro           | Calpazio           | prestito      |
| A        | Oumar Coulibaly          | Città di Castello  | svincolato    |
| A        | Salvatore Esposito       |                    | svincolato    |
| A        | Antonio Mesina           | Sestri Levante     | svincolato    |
| A        | Claudio Sparacello       | Arezzo             | svincolato    |

### Operazioni tra le due sessioni
| Acquisti | Acquisti | Acquisti | Acquisti |
| R.       | Nome     | da       | Modalità |
| -------- | -------- | -------- | -------- |

| Cessioni | Cessioni        | Cessioni      | Cessioni   |
| R.       | Nome            | a             | Modalità   |
| -------- | --------------- | ------------- | ---------- |
| P        | Aldo Simoncelli | Gaeta         | prestito   |
| D        | Mattia Amorello | Trapani       | svincolato |
| A        | Luca Stancarone | Città di Mola | svincolato |

### Sessione invernale
| Acquisti | Acquisti                 | Acquisti            | Acquisti      |
| R.       | Nome                     | da                  | Modalità      |
| -------- | ------------------------ | ------------------- | ------------- |
| P        | Danilo Petriccione       | Potenza             | svincolato    |
| P        | Aldo Simoncelli          | Gaeta               | fine prestito |
| D        | Davide Ferrante          |                     | svincolato    |
| D        | Domenico Marchetti       | Arezzo              | svincolato    |
| C        | Giuseppe Fornito         | Giugliano           | svincolato    |
| C        | Francesco Mastrogiovanni | Salernum            | fine prestito |
| A        | Domenico Coiro           | Calpazio            | fine prestito |
| A        | Alessio Faella           | Città di Sant'Agata | svincolato    |
| A        | Raffaele Ortolini        | Acireale            | svincolato    |
| A        | Claudio Sparacello       | Arezzo              | definitivo    |

| Cessioni | Cessioni                 | Cessioni       | Cessioni   |
| R.       | Nome                     | a              | Modalità   |
| -------- | ------------------------ | -------------- | ---------- |
| P        | Aldo Simoncelli          | Sora           | prestito   |
| D        | Jacopo De Foglio         | Gladiator      | svincolato |
| D        | Francesco Mautone        |                | svincolato |
| C        | Mattia Frulla            | Sambenedettese | svincolato |
| C        | Francesco Mastrogiovanni | Calpazio       | prestito   |
| A        | Domenico Coiro           | Nuova Foiano   | prestito   |
| A        | Gastón Corado            | Rotonda        | svincolato |
| A        | Claudio La Vardera       |                | svincolato |

## Risultati

### Serie D

#### Girone di andata
| Arbitro: | Maccarini (Arezzo) |

|                         |           |  |
| Graziani 46’ Onda 90+4’ | Marcatori |  |

| Arbitro: | Molinaro (Lamezia Terme) |

|  |           |           |
|  | Marcatori | 13’ Conti |

| Arbitro: | Galiffi (Alghero) |

|              |           |              |
| Khoris 90+6’ | Marcatori | 76’ Minacori |

| Arbitro: | Bocchini (Roma 1) |

|  |           |            |
|  | Marcatori | 66’ Khoris |

| 10 ottobre 2021 5ª giornata |  | – (turno di riposo) |  |  |

| Arbitro: | Iannello (Messina) |

|              |           |            |
| Crucitti 79’ | Marcatori | 68’ Khoris |

| Arbitro: | Acquadredda (Molfetta) |

|              |           |                            |
| Provazza 61’ | Marcatori | 23’ González 54’ Gagliardi |

| Arbitro: | Vingo (Pisa) |

|                   |           |  |
| Uliano 57’ (rig.) | Marcatori |  |

| Arbitro: | Renzi (Pesaro) |

|  |           |                          |
|  | Marcatori | 35’ Khoris 73’ Gagliardi |

| Arbitro: | Sacchi (Macerata) |

|                        |           |  |
| Corado 55’ Cardore 66’ | Marcatori |  |

| Arbitro: | Pistarelli (Fermo) |

|               |           |                    |
| Calafiore 16’ | Marcatori | 33’, 62’ Gagliardi |

| Arbitro: | Migliorini (Verona) |

|                          |           |             |
| Gagliardi 27’ Uliano 90’ | Marcatori | 85’ Viscomi |

| Cittanova 28 novembre 2021, ore 14:30 CET 13ª giornata | Cittanovese  | 0 – 0 | Gelbison | Stadio comunale Morreale-Proto (400 spett.)\| Arbitro: \| Gangi (Enna) \| |
| Arbitro:                                               | Gangi (Enna) |       |          |                                                                           |

| Arbitro: | Pacella (Roma 2) |

|  |           |             |
|  | Marcatori | 5’ Piccioni |

| Arbitro: | Tesi (Lucca) |

|              |           |                       |
| Mosciaro 78’ | Marcatori | 8’ Oggiano 27’ Faella |

| Arbitro: | Capriuolo (Bari) |

|                                               |           |             |
| Galfano 48’ (aut.) Gagliardi 56’ González 87’ | Marcatori | 61’ Antezza |

| Arbitro: | Di Reda (Molfetta) |

|                       |           |                   |
| Brunetti 22’ Cess 37’ | Marcatori | 70’ (rig.) Uliano |

| Arbitro: | Agostoni (Milano) |

|                                                           |           |                |
| Gagliardi 11’, 41’ González 15’ Sparacello 68’ Faella 70’ | Marcatori | 24’ Ficarrotta |

| Castellabate 23 gennaio 2022, ore 14:30 CET 19ª giornata | Santa Maria Cilento | 0 – 0 | Gelbison | Stadio Antonio Carrano\| Arbitro: \| Zambetti (Lovere) \| |
| Arbitro:                                                 | Zambetti (Lovere)   |       |          |                                                           |

#### Girone di ritorno
| Arbitro: | Cerbasi (Arezzo) |

|  |           |                                                    |
|  | Marcatori | 51’ Uliano 57’ Graziani 68’ Sparacello 76’ Fornito |

| Arbitro: | Frosi (Treviglio) |

|                              |           |  |
| Ortolini 33’, 71’ Faella 60’ | Marcatori |  |

| Arbitro: | Peletti (Crema) |

|              |           |                                           |
| Boubacar 12’ | Marcatori | 14’ Ortolini 81’ González 90+5’ Gagliardi |

| Arbitro: | Vogliacco (Bari) |

|                       |           |              |
| Uliano 24’ Faella 71’ | Marcatori | 12’ Di Laura |

| 16 febbraio 2022 24ª giornata |  | – (turno di riposo) |  |  |

| Arbitro: | Gandino (Alessandria) |

|             |           |            |
| Oggiano 89’ | Marcatori | 65’ Berman |

| Arbitro: | Marin (Portogruaro) |

|               |           |                    |
| Gagliardi 31’ | Marcatori | 45’ (rig.) Bollino |

| Arbitro: | Ramondino (Palermo) |

|  |           |                 |
|  | Marcatori | 90+3’ Gagliardi |

| Arbitro: | Restaldo (Ivrea) |

|                         |           |  |
| Ortolini 36’ Faella 86’ | Marcatori |  |

| Aversa 27 marzo 2022, ore 15:00 CEST 29ª giornata | Real Agro Aversa   | 0 – 0 | Gelbison | Stadio Augusto Bisceglia\| Arbitro: \| Di Reda (Molfetta) \| |
| Arbitro:                                          | Di Reda (Molfetta) |       |          |                                                              |

| Arbitro: | Marchioni (Rieti) |

|                            |           |  |
| Gagliardi 54’ Ortolini 73’ | Marcatori |  |

| Cava de' Tirreni 3 aprile 2022, ore 15:00 CEST 31ª giornata | Cavese             | 0 – 0 | Gelbison | Stadio Simonetta Lamberti\| Arbitro: \| Bozzetto (Bergamo) \| |
| Arbitro:                                                    | Bozzetto (Bergamo) |       |          |                                                               |

| Arbitro: | Renzi (Pesaro) |

|                                                |           |                        |
| Ortolini 21’ Graziani 48’ Gagliardi 62’, 90+1’ | Marcatori | 52’ Bonanno 74’ Biondo |

| Arbitro: | Ceriello (Chiari) |

|               |           |  |
| Ricciardo 72’ | Marcatori |  |

| Arbitro: | Torreggiani (Civitavecchia) |

|                                                    |           |              |
| Sparacello 18’ Uliano 45’ Ogggiano 62’ Fornito 65’ | Marcatori | 10’ Mosciaro |

| Arbitro: | Agostoni (Milano) |

|                     |           |              |
| Bonfiglio 6’ (rig.) | Marcatori | 82’ Graziani |

| Arbitro: | Frosi (Treviglio) |

|                                                    |           |  |
| Sparacello 23’ Graziani 35’ Fornito 53’ Khoris 87’ | Marcatori |  |

| Arbitro: | Silvestri (Roma 1) |

|  |           |                                              |
|  | Marcatori | 43’ Gagliardi 86’ (rig.) Uliano 90+2’ Faella |

| Arbitro: | Catanzaro (Catanzaro) |

|  |           |                                     |
|  | Marcatori | 11’ Cunzi 64’ Gabionetta 66’ Maggio |

### Coppa Italia Serie D
| Arbitro: | Angelillo (Nola) |

|  |           |                      |
|  | Marcatori | 90+3’ (rig.) Tandara |

### Poule scudetto
| Arbitro: | Raineri (Como) |

|             |           |  |
| Malcore 21’ | Marcatori |  |

| Arbitro: | Teghille (Collegno) |

|  |           |              |
|  | Marcatori | 74’ Poziello |

## Statistiche

### Statistiche di squadra
| Competizione         | Punti | In casa | In casa | In casa | In casa | In casa | In casa | In trasferta | In trasferta | In trasferta | In trasferta | In trasferta | In trasferta | Totale | Totale | Totale | Totale | Totale | Totale | DR  |
| Competizione         | Punti | G       | V       | N       | P       | Gf      | Gs      | G            | V            | N            | P            | Gf           | Gs           | G      | V      | N      | P      | Gf     | Gs     | DR  |
| -------------------- | ----- | ------- | ------- | ------- | ------- | ------- | ------- | ------------ | ------------ | ------------ | ------------ | ------------ | ------------ | ------ | ------ | ------ | ------ | ------ | ------ | --- |
| Serie D              | 78    | 18      | 14      | 4       | 0       | 35      | 6       | 18           | 10           | 6            | 2            | 24           | 9            | 36     | 23     | 9      | 4      | 63     | 23     | +40 |
| Coppa Italia Serie D | -     | 1       | 0       | 0       | 1       | 0       | 1       | 0            | 0            | 0            | 0            | 0            | 0            | 1      | 0      | 0      | 1      | 0      | 1      | -1  |
| Poule scudetto       | 0     | 1       | 0       | 0       | 1       | 0       | 1       | 1            | 0            | 0            | 1            | 0            | 1            | 2      | 0      | 0      | 2      | 0      | 2      | -2  |
| Totale               | 78    | 20      | 14      | 4       | 2       | 35      | 8       | 19           | 10           | 6            | 3            | 24           | 10           | 39     | 23     | 9      | 7      | 63     | 26     | +37 |

### Andamento in campionato
| Giornata  | 1 | 2 | 3 | 4 | 5 | 6 | 7 | 8 | 9 | 10 | 11 | 12 | 13 | 14 | 15 | 16 | 17 | 18 | 19 | 20 | 21 | 22 | 23 | 24 | 25 | 26 | 27 | 28 | 29 | 30 | 31 | 32 | 33 | 34 | 35 | 36 | 37 | 38 |
| --------- | - | - | - | - | - | - | - | - | - | -- | -- | -- | -- | -- | -- | -- | -- | -- | -- | -- | -- | -- | -- | -- | -- | -- | -- | -- | -- | -- | -- | -- | -- | -- | -- | -- | -- | -- |
| Luogo     | C | T | C | T | – | T | T | C | T | C  | T  | C  | T  | C  | T  | C  | T  | C  | T  | T  | C  | T  | C  | –  | C  | C  | T  | C  | T  | C  | T  | C  | T  | C  | T  | C  | T  | C  |
| Risultato | V | V | N | V | – | N | V | V | V | V  | V  | V  | N  | P  | V  | V  | P  | V  | N  | V  | V  | V  | V  | –  | N  | N  | V  | V  | N  | V  | N  | V  | P  | V  | N  | V  | V  | P  |
| Posizione | 4 | 3 | 4 | 3 | 5 | 7 | 5 | 4 | 2 | 1  | 1  | 1  | 1  | 1  | 1  | 1  | 1  | 1  | 1  | 1  | 1  | 1  | 1  | 1  | 1  | 1  | 1  | 1  | 2  | 1  | 1  | 1  | 1  | 1  | 1  | 1  | 1  | 1  |

Legenda:

Luogo: C = Casa; T = Trasferta. Risultato: V = Vittoria; N = Pareggio; P = Sconfitta.